# Ally Wollaston
Ally Wollaston (Auckland, 4 januari 2001) is een Nieuw-Zeelandse baan- en wegwielrenster. Sinds 2025 rijdt ze voor FDJ-Suez.

## Carrière
Wollaston behaalde in 2018 haar eerste internationale successen op de baan en de weg. Dat jaar kwam ze op een tweede plaats bij de WK voor de junioren op het onderdeel ploegenachtervolging, een jaar later herhaalde ze die prestatie met de ploeg. Tevens won ze dat jaar de achtervolging bij de WK. Na nog enkele nationale successen op de baan, nam ze in 2021 voor het eerst deel aan de WK voor elite. Dat jaar kwam ze op een negende plaats bij de koppelkoers en werd ze tiende bij het omnium. In 2023 won ze zilver op de ploegenachtervolging, die reed ze samen met Bryony Botha, Michaela Drummond en Emily Shearman. Een jaar later won ze op de afvalkoers en het omnium gouden medailles, bij de scratch betrad ze de derde trede op het podium achter Lorena Wiebes en Jennifer Valente. Bij de Oceanische kampioenschappen baanwielrennen won ze meerdere gouden medailles in 2022 en 2024.
Eveneens in 2018 behaalde Wollaston haar eerste successen op de weg, haar eerste profoverwinning moest wachten tot 2022 toen ze de GP Plumelec-Morbihan won. Tussen 2021 en 2024 reed ze bij de Belgische wielerploeg AG Insurance-Soudal Quick-Step waarna ze overstapte naar het Franse FDJ-Suez. Namens de Franse ploeg won ze in het begin van het seizoen drie eendaagse wedstrijden.

## Palmares

### Wegwielrennen
2018
 Nieuw-Zeelands kampioenschap op de weg, junioren
 Nieuw-Zeelands kampioenschap tijdrijden, junioren
2019
 Nieuw-Zeelands kampioenschap op de weg, junioren
2022
2e etappe Lotto Belgium Tour
GP Plumelec-Morbihan
2023
 Nieuw-Zeelands kampioenschap tijdrijden, U23
 Nieuw-Zeelands kampioenschap op de weg
2e etappe Festival Elsy Jacobs
Eind,- jongeren- en puntenklassement Festival Elsy Jacobs
2024
1e etappe Tour Down Under
1e en 3e etappe Ronde van Catalonië
Puntenklassement Ronde van Catalonië
2025
Surf Coast Classic
Cadel Evans Great Ocean Road Race
Clásica de Almería
Eindklassement Ronde van Groot-Brittannië
1e etappe Ronde van de Pyreneeën

### Resultaten in voornaamste wedstrijden
| Jaar | Ronde van Italië | Ronde van Frankrijk | Ronde van Spanje |
| ---- | ---------------- | ------------------- | ---------------- |
| 2023 | 46e              |                     |                  |
| 2024 |                  |                     |                  |
| 2025 |                  | 92e                 | 52e              |

| Jaar | Gent-Wevelgem | Ronde van Vlaanderen | Amstel Gold Race | Luik-Bast.‑Luik |  | WK op de weg |
| ---- | ------------- | -------------------- | ---------------- | --------------- |  | ------------ |
| 2023 | opgave        | 77e                  | 47e              | 83e             |  | opgave       |
| 2024 |               |                      |                  |                 |  |              |
| 2025 | 8e            | opgave               |                  |                 |  |              |

### Baanwielrennen
| Jaar     | NK                                 | OK                                                                               | WK                                                | Overig |
| Junioren | Junioren                           | Junioren                                                                         | Junioren                                          | Junioren |
| -------- | ---------------------------------- | -------------------------------------------------------------------------------- | ------------------------------------------------- | --- |
| 2018     |                                    |                                                                                  | ploegenachtervolging                              | |
| 2019     | scratch                            |                                                                                  | achtervolging · ploegenachtervolging              | |
| Elite    |                                    |                                                                                  |                                                   | |
| 2018     | koppelkoers · ploegenachtervolging |                                                                                  |                                                   | |
| 2019     | koppelkoers · ploegenachtervolging | 4e koppelkoers 9e scratch                                                        |                                                   | WB Hongkong ploegenachtervolging                                                                                   |
| 2020     | omnium · koppelkoers               |                                                                                  |                                                   | |
| 2021     | koppelkoers · omnium               |                                                                                  | 9e koppelkoers 10e omnium                         | Aigle: · omnium · puntenkoers                                                                                      |
| 2022     | omnium · koppelkoers               | koppelkoers · omnium · ploegenachtervolging · scratch · 5e afvalkoers            | 8e koppelkoers 10e afvalkoers                     | NC Glasgow: · afvalkoers                                                                                           |
| 2023     |                                    |                                                                                  | ploegenachtervolging · 6e omnium · 7e koppelkoers | NC Jakarta: · afvalkoers · omnium · ploegenachtervolging · NC Cairo: · omnium · ploegenachtervolging · koppelkoers |
| 2024     |                                    | afvalkoers · omnium · puntenkoers · ploegenachtervolging · scratch · koppelkoers | afvalkoers · omnium · scratch · 4e puntenkoers    | Olympische Spelen: · ploegenachtervolging · omnium · NC Adelaide: · afvalkoers · omnium · ploegenachtervolging     |
| 2025     |                                    |                                                                                  |                                                   | NC Konya: · omnium                                                                                                 |

## Ploegen
- 2021 -  NXTG Racing
- 2022 -  NXTG by Experza
- 2023 -  AG Insurance-Soudal Quick-Step
- 2024 -  AG Insurance-Soudal
- 2025 -  FDJ-Suez

Benito · Boogaard · Borgström · Ghekiere · Goossens · Henttala · Kasper · Knaven · Louw · Masetti · Meertens · Moolman-Pasio · Pluimers · Rijnbeek · Steigenga · Wollaston
Benito · Bentveld (vanaf 24/4-tot 13/9) · Boogaard · Borgström · De Schepper (vanaf 14/6) · Ghekiere · Gigante · Goossens · Le Court · Louw · Masetti · Moolman-Pasio · Pluimers · Rijnbeek · Steigenga · Van de Velde · Wollaston
Adegeest · Buysman · Chabbey · Curinier · Demay · Duval · Gery · Guazzini · Kraak · Labous · Le Net · Molengraaf · Muzic · Rayer · Vigilia · Vollering · Wiel · Wollaston